# Paul Petrov-Bytov
Paul Petrov-Bytov (prénommé réellement Petrov), né le 23 février 1895 à Bogorodsk (ville située près de Nijni Novgorod) et mort le 26 octobre 1960  à Leningrad, est un cinéaste soviétique.

## Biographie
En 1918 Paul Petrov-Bytov rejoint le Parti communiste (bolchevik) et, de 1919 à 1920, il est le chef de la censure militaire dans l'Armée rouge et chef de la Tchéka à Petrozavodsk (en Carélie). À partir de 1921, il dirige la Guépéou dans le district militaire de Léningrad et est en même temps vice-président du Comité du répertoire au studio de cinéma Sevzapkino (renommé plus tard Leningradkino puis Lenfilm). Il sort diplômé en 1922 de l'école d'art dramatique Yurina à Petrozavodsk et est nommé en 1924 rédacteur en chef du studio Sevzapkino. Il travaille par intermittences pour un réalisateur à partir de 1925. Paul Petrov-Bytov étudie entre 1931 et 1933 à l'Institut de littérature, d'art et de langue de l'Académie communiste. Pendant les années de guerre, il a autorité sur la section spéciale du NKVD de la flotte du Nord, est directeur artistique du théâtre régional de Mourmansk et, aux studios de cinéma de Sverdlovsk (nom sous l'époque soviétique d'Iekaterinbourg), il est responsable des storyboards. En 1945 et 1946, il dirige la société Sovexportfilm en Finlande et, à partir de 1949, il est directeur de Lentehfilm et des studios de cinéma Lennauchfilm.
En 1949, il écrit une lettre à Staline à propos des maux du cinéma soviétique, à la suite de laquelle il est placé dans un hôpital psychiatrique, d'où il n'est libéré qu'après la mort de Staline (en 1953).

## Filmographie sélective
- 1926 : Les Rebelles de la Volga
- 1940 : La Débacle de Youdenitch